# Kayea
Kayea, biljni rod iz porodice kalofilumovki, dio je reda malpigijolike. 
U rodu ima 39 vrsta rasprostranjenih od tropske Azije do sjeveroistočne Australije.

## Vrste
1. Kayea assamica Prain
2. Kayea beccariana Baill.
3. Kayea borneensis P.F.Stevens
4. Kayea calophylloides Ridl.
5. Kayea catharinae Merr.
6. Kayea coriacea (P.F.Stevens) P.F.Stevens
7. Kayea daphnifolia Ridl.
8. Kayea elegans King
9. Kayea elmeri Merr.
10. Kayea eugeniifolia Pierre
11. Kayea ferruginea Pierre
12. Kayea floribunda Wall.
13. Kayea garciae (Fern.-Vill.) Vesque
14. Kayea grandis King
15. Kayea korthalsiana Pierre
16. Kayea kunstleri King
17. Kayea laevis Kosterm.
18. Kayea lanceolata Merr.
19. Kayea larnachiana F.Muell.
20. Kayea lepidota (T.Anderson) Pierre
21. Kayea macrantha Baill.
22. Kayea macrophylla Kaneh. & Hatus.
23. Kayea manii King
24. Kayea megalocarpa Merr.
25. Kayea myrtifolia Baill.
26. Kayea navesii (Fern.-Vill.) Vesque
27. Kayea nervosa (Planch. & Triana) T.Anderson
28. Kayea oblongifolia Ridl.
29. Kayea pacifica Hosok.
30. Kayea paludosa Kosterm.
31. Kayea paniculata (Blanco) Merr.
32. Kayea parviflora Ridl.
33. Kayea philippinensis Planch. & Triana
34. Kayea racemosa Planch. & Triana
35. Kayea rosea Ridl.
36. Kayea scalarinervosa P.F.Stevens
37. Kayea stylosa Thwaites
38. Kayea sukoeana Bor
39. Kayea wrayi King